# Sohnsia
Sohnsia (лат.) — монотипный род однодольных растений семейства Злаки (Poaceae), включающий вид Sohnsia filifolia (E.Fourn.) Airy Shaw. Выделен британским ботаником Хербертом Кеннетом Эри Шо в 1965 году.
Единственный вид Sohnsia filifolia первоначально описывался под названием Calamochloa filifolia E.Fourn.basionym; предполагалось также перенести его в состав рода Eufournia под названием Eufournia filifolia (E.Fourn.) Reeder.

## Распространение и среда обитания
Единственный вид является эндемиком Мексики, известен с северо-востока страны.
Ксерофиты, произрастающие на сухих открытых склонах.

## Общая характеристика
Гемикриптофиты.
Многолетние растения.
Стебель длиной 30—100 см.
Листья линейные, узкие.
Соцветие — открытая метёлка с одиночными продолговатыми колосками. Колосок раздельнополый, имеет по 2—3 цветка.